# Paul Radin
Paul Radin (2 de abril de 1883, Łódź, Polonia – 21 de febrero de 1959, Nueva York, Estados Unidos) fue un antropólogo cultural y folclorista estadounidense extensamente leído de principios del siglo XX.

## Biografía
Hijo de un rabino, nació en la cosmopolita ciudad rusa (hoy polaca) de Łódź. Fue estudiante de Franz Boas en Columbia, donde contó con Edward Sapir y Robert Lowie entre sus compañeros de clase. Invirtió años de un productivo trabajo de campo entre los indios Winnebago (Hocąk), inicialmente entre 1908-1912, culminando en 1923 con la publicación de su obra magna The Winnebago Tribe (La tribu Winnebago). En 1929, como resultado de su trabajo de campo, fue capaz de publicar una gramática de la lengua casi extinta de los Wappo del área de la bahía de San Francisco. Al final de su carrera editó varias antologías de cuentos populares de diferentes continentes. Su publicación más perdurable hasta la fecha es The Trickster (1956), que incluye ensayos del investigador pionero de la mitología griega Károly Kerényi y del prominente psicólogo Carl Gustav Jung.
Radin enseñó en varios colegios y universidades, sin permanecer en ellos más allá de unos pocos años. En varias ocasiones ocupó cargos en la Universidad de California en Berkeley, Mills College, Fisk University, Black Mountain College, Kenyon College y la Universidad de Chicago. Finalizó su carrera en Brandeis, donde fue presidente del Departamento de Antropología.

## Obra
- 1920. The Sources and Authenticity of the History of the Ancient Mexicans (Berkeley: University of California Press). ISBN B001N11VKI.
- 1920 The Legends of the Jews: From Joseph to the Exodus (co-written with Louis Ginzberg & Boaz Cohen), The Jewish Publication Society of America
- 1923. The Winnebago Tribe, in Thirty-seventh Annual Report of the United States Bureau of American Ethnology (Washington D. C.: Smithsonian Institution), 35-550. Reprint (Lincoln: University of Nebraska Press, 1990). ISBN 0-8032-5710-4.
- 1924. Monotheism among Primitive Peoples (London: George Allen & Unwin). ISBN B0007E3XQW.
- 1926. Crashing Thunder: The Autobiography of an American Indian. Edited by Paul Radin (New York and London: Appleton and Co.). ISBN B000NPAW0A.
- 1927. Primitive Man As Philosopher, (New York: D. Appleton Co.). Introduction by John Dewey. ISBN B000H7FS1M.
- 1929. A Grammar of the Wappo Language, University of California Publications in American Archaeology and Ethnology, v. 27 (Berkeley: University of California Press). ISBN B001N9J62K.
- 1932. Social Anthropology (New York: McGraw-Hill). ISBN B000P0QTZA.
- 1933. The Method and Theory of Ethnology: An Essay in Criticism. Introduction by Arthur J. Vidich. ISBN B0017GY4QW.
- 1934. The Racial Myth (New York: Whittlesey House). ISBN B0006DBYYW.
- 1937. Primitive Religion: Its Nature and Origin (New York: Viking Press). ISBN B000OL5C3K.
- 1942. Indians of South America (Garden City, NY: Doubleday, Doran & Co Inc. The American Museum of Natural History Science Series). ISBN B000JOPBB.
- 1944. The Story of the American Indian (New York: Liveright). ISBN B000OL8BRY.
- 1945. The Road of Life and Death: A Ritual Drama of the American Indians (New York: Pantheon Books. Bollingen Series, #5). Foreword by Mark van Doren. ISBN B000JVI9FS.
- 1947 . The Culture of the Winnebago as Described by Themselves, Special Publications of the Bollingen Foundation, #1 (Baltimore: Waverly Press). ISBN B002B01B0K.
- 1948. Winnebago Hero Cycles: A Study in Aboriginal Literature. Bloomington, Ind.: Indiana University Publications in Anthropology and Linguistics, Memoir 1. Republished in the International Journal of American Linguistics, Memoir 1, Supplement to International Journal of American Linguistics, Vol. 14, #3. ISBN B0012KNYZU.
- 1953. The World of Primitive Man. The Life of Science Library, no. 26 (New York: H. Schuman). ISBN B000S88DAS.
- 1954/1956. The Evolution of an American Indian Prose Epic, Bollingen Foundation, Special Publications, 3 (1954): 1-99; 5 (1956): 103-148. ISBN B0006CQUBA.
- 1956. The Trickster: A Study in Native American Mythology (New York: Schocken Books, 1956). Commentaries by Karl Kerenyi and C. G. Jung. ISBN 0-8-52-0351-6.
  - first published in German in 1954. Der göttliche Schelm, Rhein-Verlag, Zürich. Mit Karl Kerenyi und C. G. Jung.

Sobre Paul Radin
- Diamond, Stanley (ed.). 1960. Culture in History:  Essays in Honor of Paul Radin (New York: Columbia University Press).
- Lindberg, Christer. 2000. "Paul Radin: The Anthropological Trickster," in European Review of Native American Studies 14 (1).
- Lurie, Nancy Oestreich. 1960. "Winnebago Prohistory," in Stanley Diamond, ed., ‘’Culture in History: Essays in Honor of Paul Radin’’ (NY: Columbia University Press): 790–808.
- Lurie, Nancy Oestreich. 1988. "Relations Between Indians and Anthropologists," in Handbook of North American Indians, Vol. 4.  (Washington, D. C.).
- Sullivan, Lawrence E. 1982. "Multiple Levels of Religious Meaning in Culture: A New Look at Winnebago Sacred Texts," The Canadian Journal of Native Studies, 2 (2): 221-247.